# Carry-On
Carry-On è un film del 2024 diretto da Jaume Collet-Serra e scritto da T.J. Fixman. Il film è interpretato da Taron Egerton, Sofia Carson, Danielle Deadwyler e Jason Bateman.

## Trama
A Los Angeles, Ethan Kopek, un ufficiale della TSA che lavora presso l'aeroporto internazionale di Los Angeles, è diventato cinico e privo di ambizioni dopo aver fallito l'accademia di polizia per aver nascosto i precedenti penali di suo padre. Alla vigilia di Natale, mentre si reca al lavoro con la sua ragazza Nora, una responsabile dell'aereporto, che ha recentemente scoperto di aspettare un bambino, questa lo incoraggia a ripresentare la domanda e a perseguire il suo sogno. Ethan invece, chiede al suo supervisore, Phil Sarkowski, di assegnargli la gestione di una corsia di scansione dei bagagli, sperando di dimostrare i suoi meriti per una promozione.
Durante il suo turno, Ethan riceve un auricolare attraverso il quale viene contattato da uno spietato mercenario, che si identifica come il Viaggiatore, gli ordina di far passare uno specifico bagaglio a mano attraverso lo scanner, altrimenti per Nora è la fine. Un complice del mercenario (l'Osservatore) infatti, monitora Ethan attraverso il sistema di sorveglianza, vanificando i suoi tentativi di allertare le autorità come chiamare il 911 o cercare di inviare un messaggio tramite il suo orologio. Ethan riesce tuttavia ad avvertire segretamente il suo collega Lionel utilizzando un messaggio scritto con inchiostro invisibile. Tuttavia, prima che Lionel possa agire, il mercenario lo avvelena con l'aconitina, provocandogli un infarto fatale. Incontrando Ethan in privato, il Viaggiatore lo incolpa di aver causato la morte di Lionel non eseguendo gli ordini.
Il supervisore Sarkowski chiede dunque all'amico di Ethan, Jason, di prendere il controllo dello scanner. Il Viaggiatore però non è contento di questo cambio inaspettato e minaccia Ethan di uccidere Jason costringendolo così a farlo licenziare incastrandolo perché ubriaco sul lavoro. Come da istruzioni, Ethan lascia passare il passeggero Mateo Flores con il bagaglio a mano. Il Viaggiatore ne rivela quindi il contenuto: il Novichok, un agente nervino letale e incurabile, con terrore di Ethan, a cui aveva detto che era solo merce rubata.
Nel frattempo, la detective della polizia di Los Angeles Elena Cole indaga su un duplice omicidio e scopre che le vittime avevano introdotto di nascosto il Novichok nel paese. Cole con il suo collega Herschel, allerta il Dipartimento per la Sicurezza Nazionale (DHS) e collega la minaccia alla chiamata ai servizi di emergenza interrotta da Ethan. In risposta, viene ordinata una perlustrazione dell'intero terminal 7. Ethan riesce ad aggiungere Mateo all'elenco dei passeggeri segnalati per l'ispezione. Tuttavia, il mercenario insospettitosi ordina al suo complice di prendere di mira Nora con un fucile da cecchino, costringendo Ethan a obbedire ancora una volta. Ethan e il Viaggiatore si incontrano in bagno e dopo una breve colluttazione l'agente della TSA afferra la pistola di plastica del mercenario. Per rappresaglia, quest'ultimo arma la bomba Novichok.
Essendo nella lista dei sospettati, Mateo viene trattenuto per un'ispezione da Sarkowski, ma Ethan lo interrompe, tenendoli entrambi sotto tiro. Ethan si rifiuta di sparare a Sarkowski, portando Mateo a pugnalarlo a morte, con una penna. Mateo rivela che anche lui è stato costretto, poiché il complice del mercenario tiene in ostaggio suo marito, Jesse. Con il tempo che sta per scadere, il Viaggiatore guida Ethan per resettare manualmente la bomba. Dopo aver nascosto il cadavere di Sarkowski, a Mateo viene ordinato di uccidere Ethan, dopo avergli rubato la pistola di plastica, ma si surriscalda ed esplode, uccidendolo. Dopo un'ulteriore colluttazione e uno scambio di valigia, il Viaggiatore recupera la custodia del Novichok e ordina all'Osservatore di uccidere Nora. Ethan riesce tuttavia ad usare il telefono di Mateo per avvisare Eddie un suo collega che dice a Nora di scappare, ma viene ferito dall'Osservatore. Nora fugge e si incontra con Ethan, l'Osservatore li raggiunge, ma viene ucciso da Jesse, che è riuscito a liberarsi e uccidere il criminale col suo fucile da cecchino.
L'agente del DHS John Alcott raggiunge la Cole e insieme si dirigono verso l'aeroporto. Tuttavia, durante il tragitto, Cole si rende presto conto che il suo accompagnatore è un impostore collega del mercenario, (dopo una telefonata di Herschel, che la avvisa che il vero Alcott è arrivato in stazione) e lo uccide sparandogli in testa dopo un rocambolesco incidente in autostrada. Dopo aver preso un'auto da un passante, all'aeroporto la Cole affronta Ethan (rientrato per fermare la bomba), che gli conferma la minaccia in corso e allerta la polizia di Los Angeles, avviando la chiusura del terminal 7. Ethan scopre tuttavia che Mateo aveva due diversi biglietti e che in realtà avrebbe dovuto imbarcarsi su un volo per Washington, DC. Nel frattempo, Cole scopre che il vero obiettivo è una deputata a bordo del volo per Washington in partenza dal terminal 8. L’attacco al Novichok è dunque progettato per coinvolgere la Russia, garantendo l’approvazione del Congresso di ingenti spese per la difesa, arricchendo così i produttori di armi.
Il Viaggiatore, dopo un rapido scambio di zaino con una complice che gli fornisce un paracadute, sale sul volo per Washington con l'intenzione di armare la bomba e poi gettarsi. È tuttavia ignaro del fatto che Ethan ha precedentemente spostato la bomba in una valigia identica ma più grande, costringendolo a portarla nella stiva dell'aereo. Ethan, in accordo con Cole, si infiltra nella stiva per disinnescare la bomba, mentre la detective consente il regolare decollo del volo per evitare che il mercenario si insospettisca. Mentre Ethan inizia a disinnescare la bomba, il Viaggiatore riceve un avviso sul proprio telefono e si reca in stiva. Prima che il Viaggiatore possa riarmare il Novichok,  Ethan lo rinchiude all'interno di un'unità di refrigerazione ermetica con l'agente nervino, che ha tolto dalla valigia e si rompe uccidendolo. L'aereo ritorna sano e salvo all'aeroporto, Eddie recuperato dai soccorsi se la caverà e la Cole ringrazia Ethan e promette di mettere una buona parola se fa di nuovo domanda in polizia.
Un anno dopo, Ethan, Nora e il loro bambino attraversano un posto di blocco della TSA mentre si preparano a viaggiare verso Tahiti con Jason e la sua famiglia (con cui hanno fatto pace e forse lo hanno riassunto). Ethan mette il distintivo della polizia di Los Angeles nel vassoio di scansione.

## Distribuzione
Il film è stato distribuito sulla piattaforma Netflix dal 13 dicembre 2024. Il film ha ricevuto recensioni generalmente positive dalla critica. 